# Hans Berggren
Hans Berggren (Gävle, 18 febbraio 1973) è un ex calciatore svedese, di ruolo attaccante.

## Carriera

### Club
Berggren cominciò la carriera professionistica con la maglia del Gefle, per poi passare all'Hammarby. Fu poi ingaggiato dai norvegesi dell'Haugesund, per cui esordì nella Tippeligaen il 9 aprile 2000, quando sostituì Bala Garba nel pareggio casalingo per 2-2 contro il Bodø/Glimt, partita in cui andò anche in rete. A fine stagione, però, lo Haugesund retrocesse nella 1. divisjon, ma Berggren restò nella formazione e segnò 14 reti in campionato, che non bastarono però a permettere il ritorno del club nella massima divisione.
Tornò poi in Svezia, per giocare nell'Elfsborg. Debuttò con questa casacca il 7 aprile 2002, siglando anche una rete nella vittoria per 0-2 contro l'AIK. Si trasferì poi all'Häcken, disputando il primo incontro in squadra il 3 aprile 2006, nel pareggio per 1-1 contro il Malmö. Il 17 aprile realizzò le prime marcature, con una doppietta inflitta al Gefle, nella vittoria in trasferta per 0-4.
Nel 2008 tornò al Gefle, dove chiuse la carriera nel 2011.